# Теорема Александрова о выпуклой функции
Теорема Александрова — классическая теорема в теории функции вещественной переменной.

## Формулировка
Произвольная выпуклая функция
{\displaystyle f\colon \mathbb {R} ^{n}\to \mathbb {R} }
дважды дифференцируема почти везде.

## История
- В случае {\displaystyle n=1}, теорема следует из того что монотонная функция дифференцируема почти везде.
- Случай {\displaystyle n=2}, был доказан Буземаном и Феллером[1].
- Общий случай был доказан Александровым[2].